# Strahlenangst
Strahlenangst oder Radiophobie ist die Furcht vor negativen Folgen bestimmter Strahlungsarten.
In der deutschsprachigen Literatur taucht der Begriff erstmals Anfang der 1950er Jahre im Zusammenhang mit den Folgen der Atombombenabwürfe auf Hiroshima und Nagasaki auf. Weitere „Wellen“ der Radiophobie entstanden im Zusammenhang mit der Katastrophe von Tschernobyl und der Diskussion um Elektrosmog.
In der Ukraine, wo sich 1986 die Katastrophe von Tschernobyl ereignete, wird mit dieser Diagnose von einigen Medizinern und Behördenvertretern unterstellt, Kranke würden simulieren und sich Radioaktivität als Ursache für ihre Krankheit nur einbilden.

## Risikowahrnehmung
Die psychologische Forschung zur Risikowahrnehmung hat ergeben, dass Laien die Gesundheitsrisiken der Kernenergie höher einschätzen als Experten. Zudem wird das Gesundheitsrisiko durch Strahlung in der Öffentlichkeit nicht über alle Strahlungsquellen hinweg konsistent empfunden.
Bei einer der ersten psychometrischen Studien (1978), in der drei Gruppen von Laien und eine Expertengruppe jeweils 30 verschiedene Aktivitäten und Technologien in eine Rangfolge gemäß ihren relativen Gesundheitsrisiken bringen sollten, schätzten Experten die Risiken der Kernenergie als deutlich niedriger ein als die Laien. Hingegen unterschätzten die Laien das Strahlenrisiko durch Röntgen im Vergleich zu Experten. Die Kernenergie wurde als weniger freiwillig, katastrophaler, furchteinflößender, eher tödlich, weniger kontrollierbar und neuer empfunden. Eine Faktorenanalyse ergab zwei zentrale Faktoren: Furcht und, zu einem geringeren Ausmaß, Unbekanntheit. Diese zwei Hauptfaktoren wurden in Folgeuntersuchungen bestätigt. Sie gelten für Laien; Experten sehen Risiko stattdessen als synonym mit der erwartbaren Mortalitätsrate.
Weitere repräsentative Studien der folgenden Jahrzehnte aus den USA, Schweden, Kanada, Norwegen und Ungarn kamen ebenfalls zu dem Ergebnis, dass die Kernenergie als Hochrisikotechnologie mit niedrigem Nutzen für die Gesellschaft empfunden wird, hingegen die Röntgenstrahlung als sehr nützlich und risikoarm.
Vor dem Unfall im Kernkraftwerk Three Mile Island erwarteten die Amerikaner Katastrophen immenser Ausmaße durch derartige Unfälle, vergleichbar mit den Folgen eines Atomkriegs. In nach dem Unfall durchgeführten Replikationen dieser Umfragen wurden noch extremere Vorstellungen festgestellt.
Weart wies darauf hin, dass historisch mit der Entdeckung der Radioaktivität, besonders wegen der mit ihr verbundenen Stoffumwandlungen (Transmutation), alte mythische Vorstellungen von gefährlichen, verborgenen Mächten wieder populär wurden. Smith (1988) betonte, die Wahrnehmung der Kernenergie sei untrennbar mit der Atombombe verbunden. Erikson (1990) wies auf das breite Thema der Toxizität hin, das mit neuen Technologien assoziiert wird, ebenso wie auch im Bereich der Chemikalien. Durch unsichtbare, durchdringende und kaum zu beseitigende Kontaminationen ergebe sich in der Risikowahrnehmung ein prinzipieller Unterschied zu Naturkatastrophen. Viele Studien fanden, dass die meisten Menschen (60–75 %) glauben, auch vorübergehendes Getroffenwerden von Strahlung aus radioaktiven Quellen könne eines Tages Krebs auslösen. Diese Empfindung erklärt, warum es für viele Menschen nie zu teuer sein kann, Strahlung zu vermeiden. In einer Analyse (1993) von mehr als 500 lebensrettenden Interventionen wurden für Strahlenschutz die höchsten Kosten pro gerettetem Lebensjahr ermittelt.

### Auswirkungen
Die Auswirkungen der Risikowahrnehmung sind entscheidend. Obwohl beispielsweise kein Mensch an den Folgen des Three Mile Island-Unfalls starb und nur wenige durch ihn verursachte Krebstodesfälle erwartet wurden, hat kein anderer Unfall in der US-amerikanischen Geschichte derart hohe soziale Kosten verursacht (strengere Auflagen, geringere Auslastung der Kraftwerke, Verlagerung auf teurere Energiequellen). Laut Kaperson et al. ist hier der Signalwert zentral, also Erwartungen über die Wahrscheinlichkeit und das Ausmaß zukünftiger Unfälle. Der Signalwirkung eines Unfalls mit einer bekannten Technologie (z. B. Eisenbahnunglück) kann damit selbst bei vielen Todesopfern deutlich unter der einer als weniger gut verstandenen empfundenen Technologie wie der Kernenergie liegen.
Die mit der Strahlenschädigung einhergehende Stigmatisierung kann ebenfalls erhebliche sozioökonomische Folgen haben. Beispielsweise führte der Goiânia-Unfall (1987) dazu, dass Bewohner der Region in anderen Landesteilen nicht mehr als Hotelgäste akzeptiert wurden, und Piloten sich weigerten, mit ihnen an Bord zu fliegen. Der Tourismus in der Region nahm erheblichen Schaden, und die Verkaufspreise von Produkten aus der Region brachen für mindestens einen Monat ein, obwohl bei keinem untersuchten Produkt je eine Kontamination festgestellt wurde.

### Risikokommunikation
Viel wurde über die Notwendigkeit der Risikokommunikation und die dabei erfahrenen Schwierigkeiten geschrieben. Wichtig ist stets, die Information so zu vermitteln, dass die Entscheidungsfindung erleichtert wird. Beispielsweise zeigten sich Medien in einem Fall einer sehr niedrigen 1,2-Dibromethan-Belastung von Lebensmitteln in den 1980er Jahren nicht imstande, die von der Environmental Protection Agency (EPA) herausgegebenen Informationen in praktische Verzehrsempfehlungen zu übersetzen.
Vergleiche von Risiken sind eine Standardherangehensweise in der Risikokommunikation. Statements wie: „Das jährliche Risiko, neben einem Kernkraftwerk zu leben, ist äquivalent zu drei Meilen Autofahren“, sind jedoch nicht immer effektiv und können statt Aufklärung Ärger produzieren. Effektivere Vergleiche lassen sich zwischen verschiedenen Strahlungsquellen ziehen. Beispielsweise war die zusätzliche, lebenslange Strahlendosis nach dem Tschernobyl-Unfall für Menschen in Weißrussland deutlich geringer als die lebenslange Strahlendosis durch einen Umzug von New York City nach Denver. Als die Strahlung des Tschernobyl-Unfalls die USA erreichte, verdeutlichte die EPA über die Medien, dass die dadurch erhaltenen Dosen weitaus kleiner waren als die einer Röntgenuntersuchung. In Europa war die Risikokommunikation zu Tschernobyl hingegen ein Desaster. Behörden machten unterschiedliche Angaben, die Maßeinheiten wurden durcheinander geworfen, die Öffentlichkeit misstraute den Vergleichen mit natürlicher Strahlung und reagierte teilweise erzürnt.
Psychologische Forschung hat gezeigt, dass Risikoempfindungen sehr persistent sind und sich nur langsam ändern. Neue Erkenntnisse werden eher als zuverlässig empfunden, wenn sie die ursprüngliche Auffassung bestätigen. Wenn die ursprüngliche Meinung hingegen wenig geformt ist, reagieren Menschen sehr schnell auf Meldungen. Dem Framing-Effekt kommt dann eine entscheidende Bedeutung zu.
Das Scheitern von Risikokommunikation kann in vielen Fällen durch einen Mangel an Vertrauen erklärt werden. Medizinischen Technologien, wie Röntgen, wird mehr Vertrauen geschenkt als industriellen Technologien wie der Kernenergie. Es ist zudem sehr schwer, Vertrauen aufzubauen, aus folgenden Gründen:
- negative (vertrauensmindernde) Ereignisse sind leichter erkennbar als positive. Während negative Ereignisse häufig die Form spezifischer, klar umrissener Vorfälle wie Unfälle, Lügen oder Fehler annehmen, sind positive Ereignisse häufig schwer greifbar. Wie viele positive Ereignisse beispielsweise in einem 24-stündigen unfallfreien Betrieb eines Kernkraftwerks enthalten sind, ist nicht offensichtlich.
- negativen Ereignissen wird größeres Gewicht beigemessen als positiven, selbst wenn letztere als solche erkannt werden. Psychologische Experimente bezüglich hypothetischer Ereignisse in Kernkraftwerken belegen dies.
- negative Nachrichten werden als glaubwürdiger empfunden als positive Nachrichten; dies ist ebenfalls durch psychologische Experimente bewiesen.
- Misstrauen ist selbstverstärkend. Erstens, weil Misstrauen die persönlichen Kontakte und Erfahrungen verhindert, die Misstrauen senken können. Zweitens beeinflusst Misstrauen die Interpretation von Ereignissen gemäß ursprünglicher Auffassungen.